# Ракетні катери типу «Раума»
Ракетні катери типу «Раума» ( фін. Rauma-luokan ohjusvene) — тип ракетних катерів, що використовуються ВМС Фінляндії.
Це попередник  ракетних катерів типу «Хаміна». Катери були побудовані на верфі у Раумі (спочатку Hollming, а після злиття Finnyards) у Раумі, Фінляндія. Усі чотири побудовані катери мають порт приписки в Пансіо (район Турку).

## Конструкція
Катери мають корпуси з алюмінію та водометний рушій. Вони були сконструйовані таким чином, щоб мінімізувати власний акустичний, магнетичний, тепловий слід, 
Раніше катери були озброєні шестизарядною пусковою установкою ЗРК «Містраль», яку можна було заміняти двоствольнимою зенітною гарматою виробництва  (модифікований варіант ЗУ-23-2). Крім того, катери мали переносний пускову установку для ЗРК «Містраль», який можна було встановити на палубі корабля або на суші, щоб захистити їх під час швартування.
Після модернізації зенітну установку замінили на установку запуску перешкод Multi Ammunition Softkill System виробництва Рейнметал. 

## Служба
18 лютого 2015 року фінські ЗМІ повідомили, що використання катерів типу «Раума» було заборонене  після виявлення  пошкоджень від втоми металу корпусу суден.
У 2016 році катери були відремонтовані та повернуті на службу. Їх планують зняти з експлуатації, коли нові корвети типу «Пог'янмаа», які надійдуть на озброєння наприкінці 2020-х років.